# Raionul Criuleni
Raionul Criuleni este un raion din partea centrală a Republicii Moldova. Reședința sa este orașul Criuleni.

## Istorie

### Legendă
Și aici există, ca la Cimișlia, o variantă locală a legendei cu Romeo și Julieta ca „explicație” etimologică: aici sunt denumiți Criu și Lenuța. Ca în celelalte variante, cei doi îndrăgostiți sunt proveniți din localitățile vecine, și părinții le interzic să se căsătoreasca. Dar, în timp ce legenda Cimișleană are un sfârșit vesel, cea Criuleană are un sfârșit tragic: negăsind nici-o soluție, Criu și Lenuța s-au aruncat în Nistru. În acel loc veneau părinții și rudele celor doi tineri, și îi plângeau, regretând tragedia pe care au provocat-o. Peste puțin timp părinții și rudele au trecut cu traiul pe malul Nistrului, dorind sa fie mai aproape de cei dragi, iar localitatea au numit-o Crio-Leana.
Lingviștii socotesc denumirea de Criuleni drept o deformare a numelui Crinuleni, de la Crin.

### Cronologie
- 1817: Moșia satului Criuleni este „votcina” mitropoliei din Iași. Aici trăiesc cu familiile lor 4 mazili, 4 ruptași, 2 preoți, 1 diacon, 1 dascăl, 97 țărani, 2 văduve și 5 burlaci (necăsătoriți) .
- 1953: La iarmarocul din satul Criuleni „privozul” constituia suma de 1,785 ruble, iar „prodaja” -1,264 ruble.
- 1959: Sat cu 350 de case, 560 bărbați si 540 femei, o biserică, o fabrică de spirt, un pod peste Nistru.

## Geografie
Raionul Criuleni ca structură administrativă geografic este amplasat în vecinătatea imediată a capitalei țării - or. Chișinău. Orașul Criuleni este centru raional, situat pe malul râului Nistru la o distanță de 40 km de or. Chișinău, în partea de centru a țării.

### Refieful
Raionul Criuleni este situat în cadrul extremității de est a Podișului Codrilor și în partea de nord a Câmpiei Nistrului Inferior. Relieful se caracterizează printr-o intercalare a cumpenelor de ape înguste cu văi largi și adânci. Altitudinea absolută a teritoriului balansează între 265 m pe cumpenele apelor și 40 m în lunca Răutului. Pe pantele mai abrupte se manifestă procesele de eroziune și de alunecări de teren. Dezmembrarea orizontală a reliefului constitue în medie 1,0 -1,5 km². Dezmembrarea verticală a teritoriului alcătuește în medie 120 - 130 m.
Partea de nord a Câmpiei Nistrului Inferior se caracterizează prin altitudini absolute de 100 - 200 m, prin prezența unui relief plat și slab fragmentat. Pe alocuri, se întâlnesc unele văi înguste, nu prea adânci, vălcele, a căror adâncime nu depășește 20 - 30 m. Procesele erozionale se manifestă slab. Ravenele au o răspândire limitată, însă pe pante se dezvoltă procesele eroziunii plane. În locuri unde rocile calcaroase apar la suprafață se dezvoltă procesele carstice.

### Clima
Înălțimea neînsemnată și relieful de podiș au favorizat formarea pe acest teritoriu a unei clime specifice. Raionul se află în zona cu clima temperat - continentală, care se caracterizează prin ierni cu varietăți mari și frecvente ale temperaturii aerului, cu puțină zăpadă, veri lungi, călduroase și cu cantități nu prea mari de precipitații, ce cad în general sub formă de averse. Radiația solară totală variază între 112 - 114 kcal/cm patrat pe an. Temperatura medie a aerului în cadrul regiunii este de +9,6 grade Celsius. Temperatura medie a celei mai reci luni (ianuarie) este de - 3,6 grade Celsius, iar a celei mai calde luni (iulie) este de + 22 grade. Temperatura maximă absolută este de 33,7 grade Celsius, iar temperatură minimă absolută este de (-20,9). Primele înghețuri de obicei se remarcă, de la jumătatea lunii octombrie, iar ultimele înghețuri la jumătatea lunii aprilie. Durata perioadei fără înghețuri constituie 180 - 190 zile. Solul începe să înghețe la sfârșitul lunii noiembrie și se dezgheață la mijlocul lunii martie. Adâncimea înghețurilor atinge 43 - 65 cm. Învelișul de zăpadă apare la începutul lunii noiembrie și dispare în luna martie. Numărul zilelor cu înveliș de zăpadă variază de la 20 la 90 zile. Destul de frecvente sunt iernile fără zăpadă. Asupra repartiției stratului de zăpadă influențează și condițiile locale, în special relieful.
Umiditatea aerului are o importanță mare pentru agricultura. Umiditatea relativă se caracterizează prin valori medii anuale de 71-76%. Pe parcursul anului, valorile umidității relative variază cu valori mai înalte în luna decembrie (84 - 90%) și mai mici în luna mai (60 - 65%). Se remarcă o frecvență înaltă a cețurilor, mai ales în perioada rece a anului, din luna octombrie până în luna martie (20 - 45) zile. În perioada caldă a anului, din luna aprilie până în luna septembrie, cețurile se observă mai rar, de la 2 - 10 zile. Regiunea respectivă se include în zona cu umiditate insuficientă. Cantitatea medie anuală de precipitații nu depășește 618 mm.

### Zăcăminte naturale
Raionul dispune de zăcăminte minerale utile: calcar, nisip, prundiș și argilă. Pe teritoriul raionului sunt 10 mine de dobândire a blocurilor de calcar și 7 cariere de exploatare a nisipului prundiș și pietrei sparte.

### Ape subterane
Amplitudinea apelor subterane și freatice în raion variază între 5 m și 200 m și sunt explorate din 162 fântâni arteziene, 5059 fântâni de mină și 23 izvoare amenajate.

### Solul
Teritoriul raionului Criuleni are un înveliș de soluri destul de variat și se include în provincia pedologică silvică a Moldovei Centrale cu soluri brune și cenușii de pădure, iar partea de est a raionului Criuleni este cuprinsă în cadrul provinciei Predunărene de stepă cu cernoziomuri tipice slab humifere și carbonatice. O importanță mare o au solurile aluviale, care se formează în luncile râurilor sub vegetație ierboasă hidrofilă de cele mai diferite specii. Solul se caracterizează printr-o stratificare bine pronunțată, are o grosime de 80 - 100 cm, culoare cenușie-închisă, compoziția mecanică eterogenă, carbonații se acumulează la suprafață. Aceste soluri conțin o cantitate redusă de humus. Pentru valorificarea lor este necesară ameliorarea: eliminarea sărurilor, drenarea și reducerea apelor freatice. Solurile aluviale sunt bune pentru cultivatul legumelor, plantelor furagiere, iar cele nesalinizate - pentru plantațiile pomicole.

## Economie
În componența raionului Criuleni sunt: 1 oraș, 42 localități rurale întrunite în 25 unități teritoriale administrativ de nivelul I. Numărul populației constituie 72,3 mii locuitori, inclusiv populație economic activă în vîrstă aptă de muncă - 49,4 mii persoane, din ele ocupate în câmpul muncii - 24 mii persoane, 80% din care sînt antrenate în sectorul agrar. Suprafața totală a raionului constitue 68795 ha, dintre care 44291,5 ha sînt terenuri cu destinație agricolă.
În raionul Criuleni sunt înregistrați - 25701 agenți economici în toate ramurile economiei naționale, structurați în diverse forme de proprietate, cum ar fi publică, privată și mixtă, inclusiv: societăți pe acțiuni – 18, întreprinderi industriale – 15, gospodării agricole - 80, S.R.L. - 483, întreprinderi individuale - 664, gospodării țărănești (de fermier) – 14909.
Ramurile de bază ale economiei raionului sunt complexul agroindustrial, construcții (investiții în capital fix), transporturi și comunicații, industria ușoară, comerțul intern și prestarea serviciilor.

## Demografie

### Statistici vitale
Principalii indicatori demografici, 2013:
- Natalitatea: ▼935 (12.7 la 1000 locuitori)
- Mortalitatea: ▼788 (10.7 la 1000 locuitori)
- Spor natural: +147

### Structura etnică
| Grup etnic | Populație | % Procentaj* |
| ---------- | --------- | ------------ |
| Moldoveni  | 68.216    | 94,41%       |
| Ucraineni  | 2.692     | 3,73%        |
| Ruși       | 1088      | 1,40%        |
| Găgăuzi    | 72        | 0,10%        |
| Bulgari    | 49        | 0,07%        |
| Alții      | 217       | 0,29%        |

## Administrație și politică
Președintele raionului Criuleni este Alexandru Carțîn (PAS), ales la 8 decembrie 2023.
Componența Consiliului Raional Criuleni (33 de consilieri), ales la 5 noiembrie 2023, este următoarea:
|  | Partid                                            | Consilieri | Componență | Componență | Componență | Componență | Componență | Componență | Componență | Componență | Componență | Componență | Componență | Componență | Componență | Componență | Componență | Componență | Componență |
|  | ------------------------------------------------- | ---------- | ---------- | ---------- | ---------- | ---------- | ---------- | ---------- | ---------- | ---------- | ---------- | ---------- | ---------- | ---------- | ---------- | ---------- | ---------- | ---------- | ---------- |
|  | Partidul Acțiune și Solidaritate                  | 17         |            |            |            |            |            |            |            |            |            |            |            |            |            |            |            |            |            |
|  | Partidul Socialiștilor din Republica Moldova      | 6          |            |            |            |            |            |            |            |            |            |            |            |            |            |            |            |            |            |
|  | Partidul Social Democrat European                 | 3          |            |            |            |            |            |            |            |            |            |            |            |            |            |            |            |            |            |
|  | Partidul Liberal Democrat din Moldova             | 2          |            |            |            |            |            |            |            |            |            |            |            |            |            |            |            |            |            |
|  | Alianța Liberalilor și Democraților pentru Europa | 1          |            |            |            |            |            |            |            |            |            |            |            |            |            |            |            |            |            |
|  | Coaliția pentru Unitate și Bunăstare              | 1          |            |            |            |            |            |            |            |            |            |            |            |            |            |            |            |            |            |
|  | Partidul Comuniștilor din Republica Moldova       | 1          |            |            |            |            |            |            |            |            |            |            |            |            |            |            |            |            |            |
|  | Partidul Liberal                                  | 1          |            |            |            |            |            |            |            |            |            |            |            |            |            |            |            |            |            |
|  | Partidul Schimbării                               | 1          |            |            |            |            |            |            |            |            |            |            |            |            |            |            |            |            |            |

## Diviziuni administrative
Raionul Criuleni are 43 de localități: 1 oraș, 24 comune și 18 sate.

## Cultură
În raionul Criuleni activează 30 de biblioteci publice, dintre care 29 în sate și comune și una orășenească.

## Atracții turistice
- Peștera Surprizelor